# Muhlenbekija
Muhlenbekija (lat. Muehlenbeckia), rod listopadnih ili vazdazelenih penjačica i grmova iz porodice dvornikovki (Polygonaceae). Postoji dvadesetak vrsta raširenih od Kalifornije do juga Južne Amerike, te u Australiji, Novoj Gvineji i Novom Zelandu

## Vrste
1. Muehlenbeckia adpressa (Labill.) Meisn.
2. Muehlenbeckia andina Brandbyge
3. Muehlenbeckia astonii Petrie
4. Muehlenbeckia australis (G.Forst.) Meisn.
5. Muehlenbeckia axillaris (Hook.f.) Endl.
6. Muehlenbeckia complexa (A.Cunn.) Meisn.
7. Muehlenbeckia diclina (F.Muell.) F.Muell.
8. Muehlenbeckia ephedroides Hook.f.
9. Muehlenbeckia fruticulosa (Walp.) Standl.
10. Muehlenbeckia gracillima Meisn.
11. Muehlenbeckia gunnii (Hook.f.) Endl.
12. Muehlenbeckia hastulata (Sm.) I.M.Johnst.
13. Muehlenbeckia monticola Pulle
14. Muehlenbeckia nummularia H.Gross
15. Muehlenbeckia platyclada (F.Muell.) Meisn.
16. Muehlenbeckia polybotrya Meisn.
17. Muehlenbeckia rhyticarya Benth.
18. Muehlenbeckia sagittifolia (Ortega) Meisn.
19. Muehlenbeckia tamnifolia (Kunth) Meisn.
20. Muehlenbeckia tiliifolia Wedd.
21. Muehlenbeckia triloba Danser
22. Muehlenbeckia tuggeranong Mallinson
23. Muehlenbeckia urubambensis Brandbyge
24. Muehlenbeckia volcanica (Benth.) Endl.
25. Muehlenbeckia zippelii (Meisn.) Danser